# Edward Chrostek
Edward Chrostek (ur. 22 lipca 1936 w Tychach, zm. 27 września 2014 w Prudniku) – polski polityk, poseł na Sejm PRL VI kadencji, prezydent Świętochłowic (1980–1982).

## Życiorys
Z wykształcenia prawnik – radca prawny, absolwent Wydziału Prawa Uniwersytetu Wrocławskiego i podyplomowego studium dziennikarskiego Uniwersytetu Śląskiego w Katowicach. Zatrudniony był na stanowisku radcy prawnego między innymi w Spółdzielczości „Społem” w Katowicach, Miejskim Handlu Detalicznym w Tychach, Przedsiębiorstwie Hurtu Spożywczego w Tychach, w Kopalni Węgla Kamiennego „Murcki” w Katowicach, w wytwórni Filmów Fabularnych „Poltel” w Katowicach, w „Polgazie” w Pszczynie, w Przedsiębiorstwie Komunikacji Samochodowej w Pszczynie, w zarządzie regionu śląsko-dąbrowskiego Niezależnego Samorządnego Związku Zawodowego „Solidarność” w Katowicach i w zarządzie regionu śląsko-opolskiego NSZZ „Solidarność” w Opolu. Od 1976 prowadził kancelarię prawniczą w Trzebinie.
Od 1966 był członkiem Stronnictwa Demokratycznego. Od 1969 radny Miejskiej Rady Narodowej w Tychach, wiceprzewodniczący prezydium tej rady do 1976. Od 1977 wiceprezydent miasta Katowic, a od 1980 Prezydent miasta Świętochłowice do 1982. W latach 1972–1976 poseł na Sejm PRL VI kadencji. Sekretarz Sejmu, członek Sejmowej Komisji Przemysłu Ciężkiego i Maszynowego oraz Komisji Handlu i Usług. W latach 1998–2002 radny rady powiatu prudnickiego; nie startował w kolejnych wyborach.
Odznaczony Krzyżem Kawalerskim Orderu Odrodzenia Polski, Srebrnym Krzyżem Zasługi, Medalem 30-lecia Polski Ludowej, Złotą Odznaką Zasłużonego w Rozwoju Województwa Katowickiego i Medalem Komisji Edukacji Narodowej. 30 grudnia 2013 Krajowa Rada Radców Prawnych przyznała Kryształowe Serce Radcy Prawnego za usługi prawne na rzecz śląskich pracowników pro publico bono w sprawach prawa rodzinnego i opiekuńczego oraz prawa pracy.